# Bagagem (livro)
Bagagem é o livro de estreia composto por uma coletânea de poesia da escritora brasileira Adélia Prado.
Escrito em 1976, quando a autora já tinha quarenta anos de idade, o livro foi bem criticado por Carlos Drummond de Andrade, o qual recomendou sua publicação.
Em Bagagem, Adélia trabalha, fazendo uso do lirismo e da ironia, com o profano, com a religiosidade, com o cotidiano da mulher, com a morte e com a alegria. Há também referências a outros poetas consagrados, como o próprio Drummond.